# Predaia
Predaia (Nones: Pradaia) ist eine italienische Gemeinde (comune) mit 6927 Einwohnern (Stand 31. Dezember 2023) in der Provinz Trient, Region Trentino-Südtirol. Die Gemeinde Predaia gehört zur Talgemeinschaft Comunità della Val di Non.

## Geographie
Die Gemeinde liegt im mittleren Nonstal auf der orographisch linken Seite des Flusses Noce. Die Streugemeinde setzt sich aus den Fraktionen Coredo, Dardine, Dermulo, Mollaro, Priò, Segno, Smarano, Taio, Tavon, Torra, Tres, Tuenetto, Vervò und Vion zusammen. Der Gemeindesitz in Taio liegt etwa 28,5 Kilometer nordnordwestlich von Trient auf einer Höhe von 515 m s.l.m.

## Geschichte
Die Gemeinde Predaia entstand am 1. Januar 2015 durch den Zusammenschluss der bis dahin eigenständigen Gemeinden Coredo, Smarano, Taio, Tres und Vervò.

## Gemeindepartnerschaft
- Heroldsberg,  (Mittelfranken), seit 1996

## Persönlichkeiten
- Eusebio Francisco Kino (1645–1711), Jesuit und Missionar, geboren in Segno.

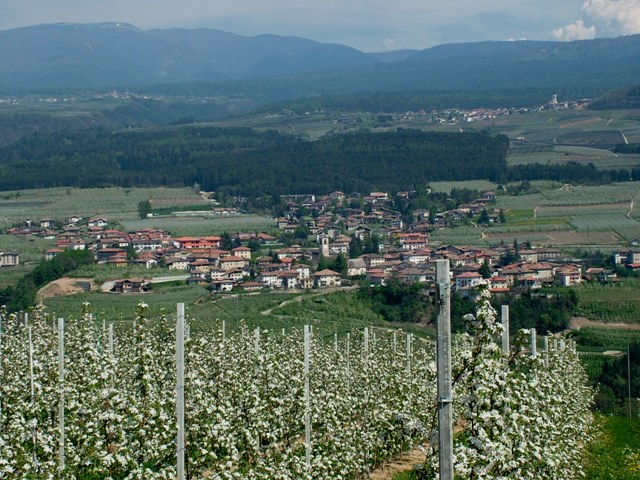
Taio, Hauptort und Gemeindesitz
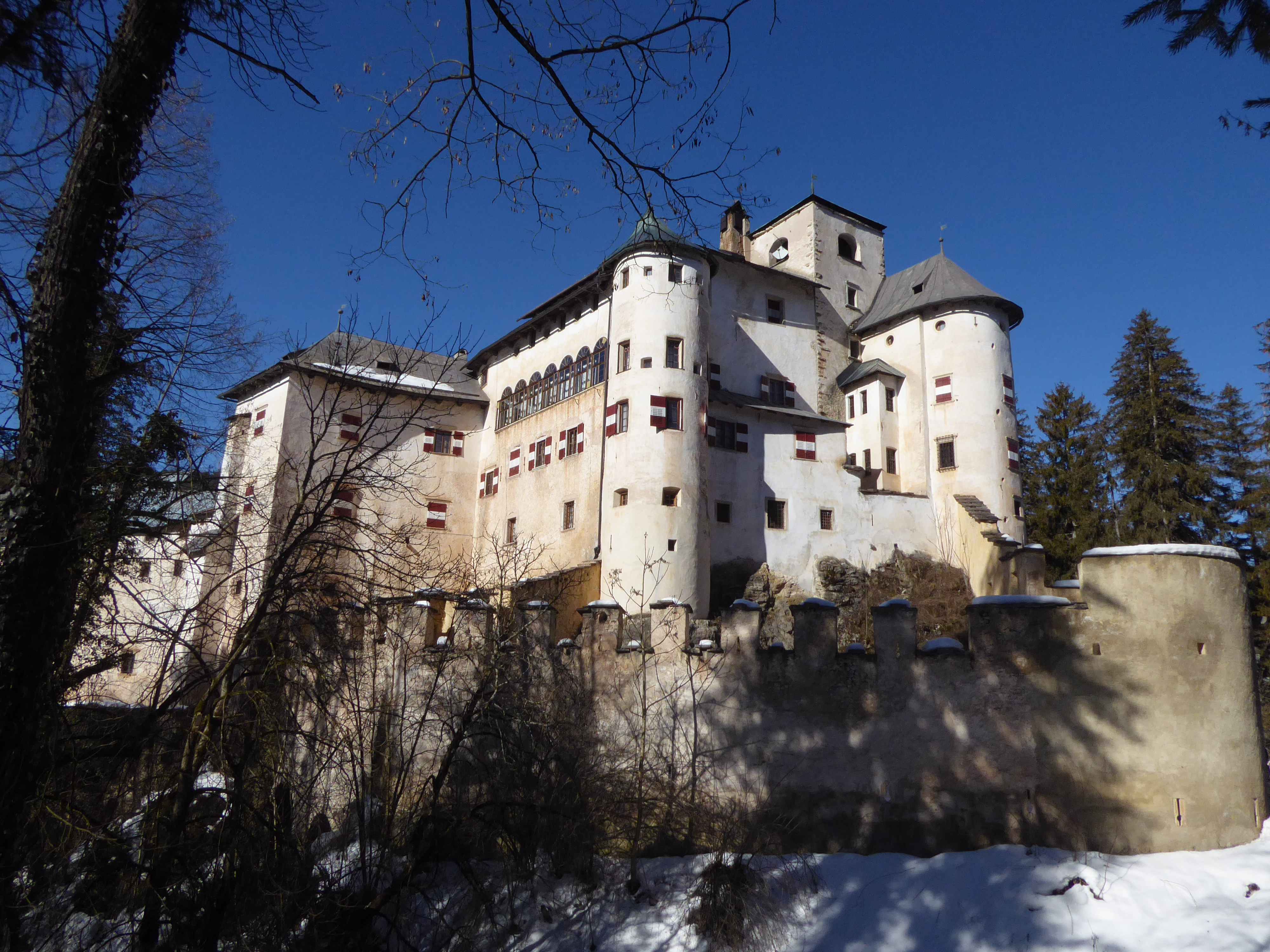
Castel Bragher
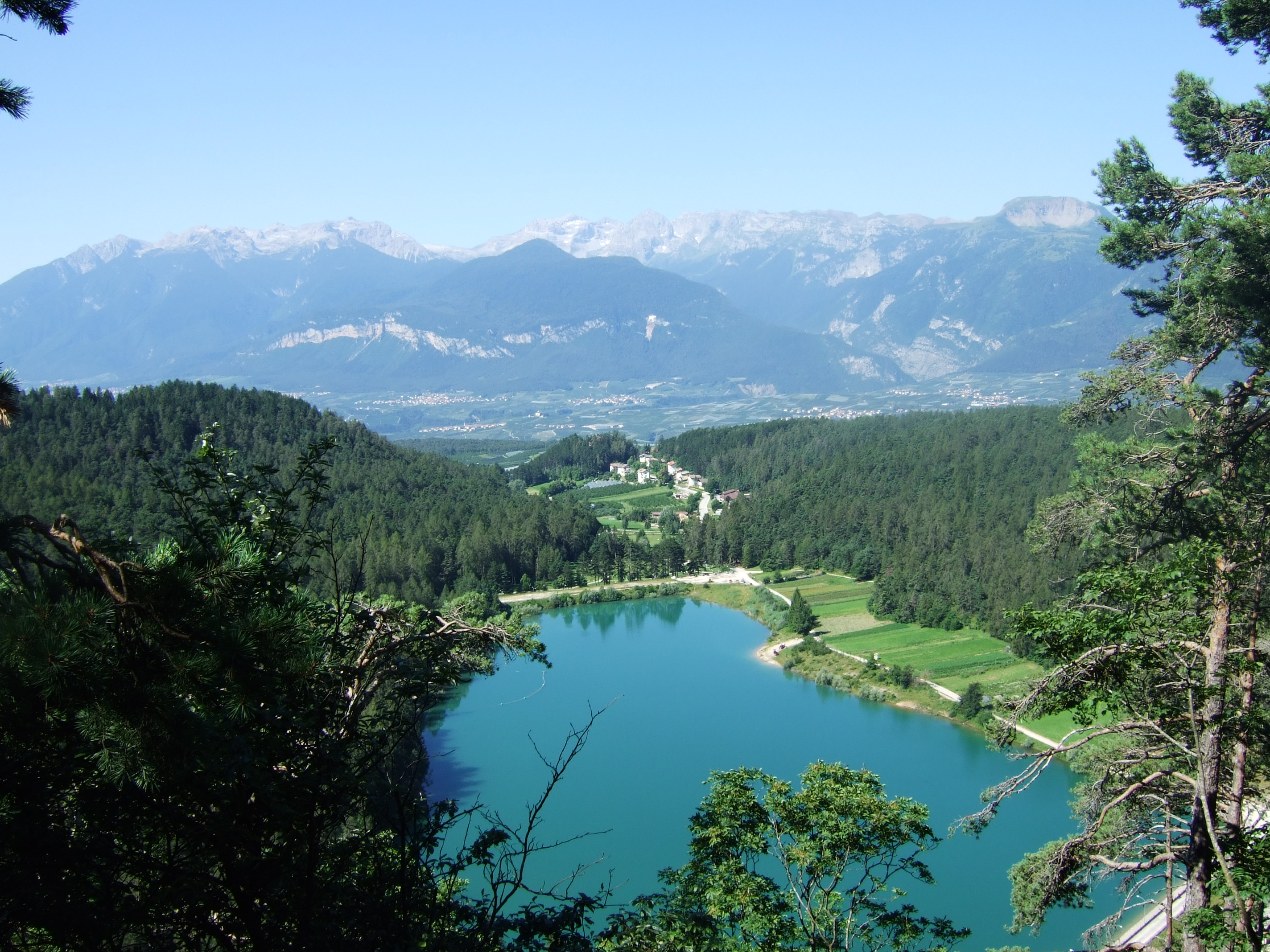
Lago di Coredo
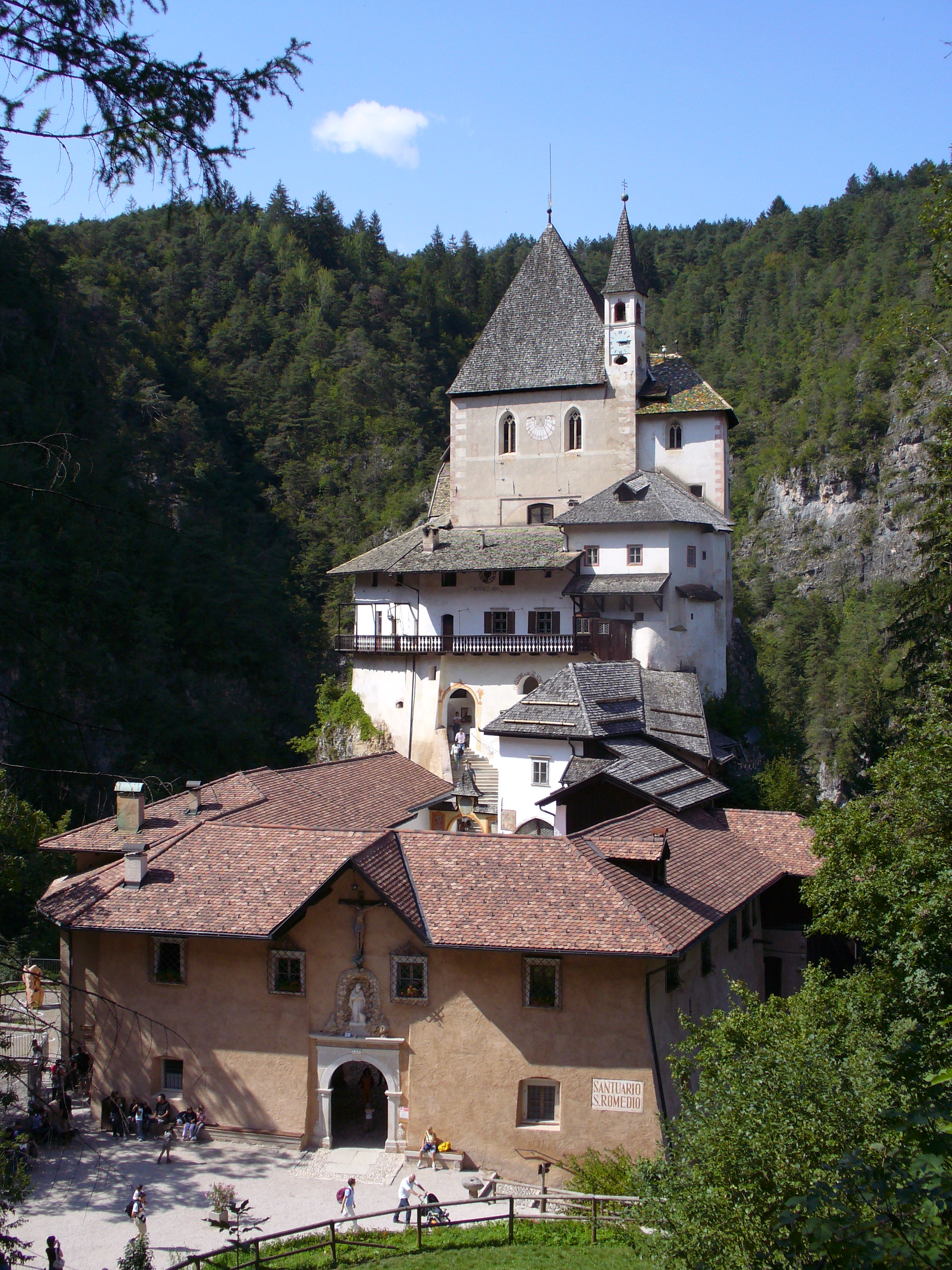
San Romedio
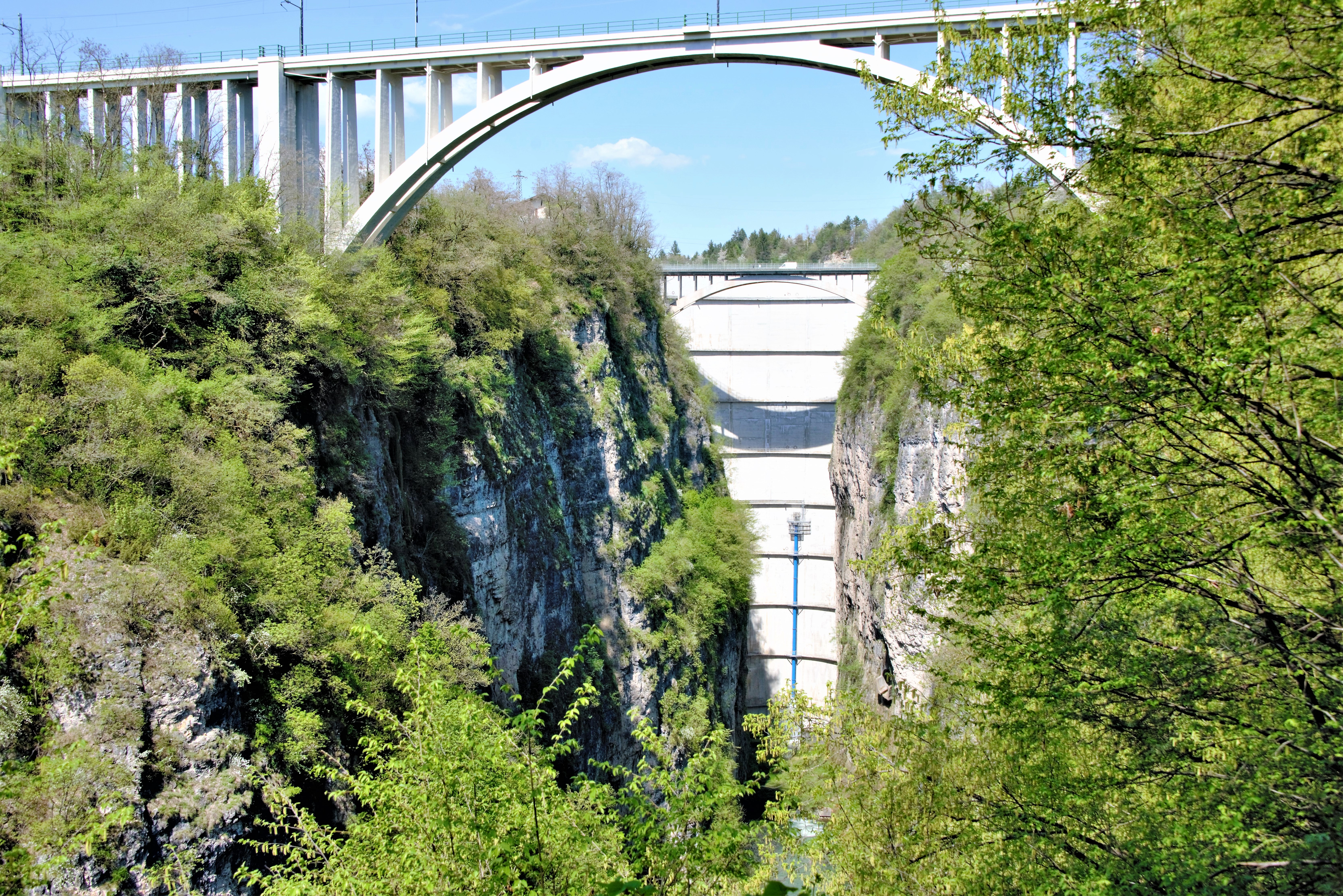
Staumauer Santa-Giustina-Talsperre